# Чибота, Мавис
Мавис Чибота Дюфону (фр. Mavis Tchibota Dufounou; род. 7 мая 1996, Пуэнт-Нуар, Республика Конго) — конголезский футболист, левый вингер национальной сборной Республика Конго.

## Клубная карьера
Карьера Чибота началась в родной лиге Конго, где он играл за «Дьябль Нуар», а затем официально перешёл в израильский клуб «Маккаби» (Тель-Авив) в 2015 году. Большую часть времени он провёл в аренде в клубе «Хапоэль» (Кфар-Сава), куда перешёл в июле 2015 года. Свой первый гол за основную команду он забил во втором матче, забив победный гол на 72-й минуте в ворота «Маккаби» из Хайфы. Чибота оставался в клубе в сезонах 2015/2016 и 2016/2017, забив 10 голов в 69 матчах во всех соревнованиях за «Хапоэль». 4 июля 2017 года «Бней Иегуда» подписал Чиботу в аренду. Двенадцать месяцев спустя он был подписан на постоянной основе путём обмена на Маор Кандиля.
19 февраля 2019 года болгарский клуб «Лудогорец» объявил, что Чибота подписал предварительное контрактное соглашение с клубом, которое вступает в силу с июня следующего года. 3 июля он оформил гол в своём дебютном матче, забив его в их победном матче за Суперкубок Болгарии против пловдивский «Локомотив» (2:0). После ещё одного гола в квалификационном раунде Лиги Европы против уэльского клуба «Нью-Сейнтс», Чибота забил свой первый гол в национальном чемпионате 22 сентября в матче против «Арды». Он оформил хет-трик 25 сентября в матче Кубка Болгарии против команды «Нефтохимик». В феврале 2022 года Чибота вернулся в Израиль, присоединившись к «Маккаби» из Хайфы.
12 сентября 2024 года Чибота подписал контракт с российским клубом «Акрон». 27 января 2025 года Чибота вернулся в Израиль и присоединился к «Бней Сахнину» на правах аренды. 11 июня 2025 года контракт с «Акроном» был расторгнут по соглашению сторон.

## Карьера за сборную
Чибота был включён сборной Республики Конго (до 17 лет) на чемпионат мира 2011 года в Мексике. Он сыграл четыре матча за сборную, когда его страна вышла из группы A, прежде чем проиграла в следующем раунде Уругваю. Он получил овации от болельщиков на стадионе в первом матче турнира против Нидерландов. Он представлял сборную Конго до 20 лет в 2014 году. В сентябре 2017 года Чибота был вызван в национальную сборную на отборочные матчи чемпионата мира 2018 года против Ганы. Он дебютировал за сборную 5 сентября, когда Конго проиграл со счетом 1:5 в Браззавиле. Его второй матч состоялся в октябре 2020 года в товарищеском матче против Гамбии.

## Личная жизнь
Чибота родился в Пуэнт-Нуаре. Он сын бывшего футболиста сборной Республики Конго Пьера Чиботы. Он прибыл в Израиль в возрасте пятнадцати лет со своей матерью, хотя дальнейшие трудности побудили во вступление в местный молодёжный клуб «Маккаби» (Тель-Авив). В 2016 году Чибота подал заявление на получение израильского гражданства через брак. В сентябре 2017 года он дебютировал за национальную сборную Конго. В январе 2018 года Чибота получил временное удостоверение личности резидента. В мае 2016 года он женился на своей девушке, израильтянке Каролине на Кипре. У них есть одна общая дочь по имени Адель.

## Клубная статистика
.
| Клуб                         | Сезон      | Лига                     | Лига  | Лига | Кубок | Кубок | Кубок лиги | Кубок лиги | Континент | Континент | Другое | Другое | Итог  | Итог |
| Клуб                         | Сезон      | Дивзион                  | Матчи | Голы | Матчи | Голы  | Матчи      | Голы       | Матчи     | Голы      | Матчи  | Голы   | Матчи | Голы |
| ---------------------------- | ---------- | ------------------------ | ----- | ---- | ----- | ----- | ---------- | ---------- | --------- | --------- | ------ | ------ | ----- | ---- |
| Маккаби (Тель-Авив)          | 2015/16    | Израильская Премьер-лига | 0     | 0    | 0     | 0     | 0          | 0          | 0         | 0         | 0      | 0      | 0     | 0    |
| Маккаби (Тель-Авив)          | 2016/17    | Израильская Премьер-лига | 0     | 0    | 0     | 0     | 0          | 0          | 0         | 0         | 0      | 0      | 0     | 0    |
| Маккаби (Тель-Авив)          | 2017/18    | Израильская Премьер-лига | 0     | 0    | 0     | 0     | 0          | 0          | 0         | 0         | 0      | 0      | 0     | 0    |
| Маккаби (Тель-Авив)          | Итог       | Итог                     | 0     | 0    | 0     | 0     | 0          | 0          | 0         | 0         | 0      | 0      | 0     | 0    |
| Хапоэль (Кфар-Сава) (аренда) | 2015/16    | Израильская Премьер-лига | 29    | 3    | 4     | 1     | 2          | 0          | —         | —         | 0      | 0      | 35    | 4    |
| Хапоэль (Кфар-Сава) (аренда) | 2016/17    | Израильская Премьер-лига | 29    | 5    | 1     | 0     | 4          | 1          | —         | —         | 0      | 0      | 34    | 6    |
| Хапоэль (Кфар-Сава) (аренда) | Итог       | Итог                     | 58    | 8    | 5     | 1     | 6          | 1          | —         | —         | 0      | 0      | 69    | 10   |
| Бней Иегуда (аренда)         | 2017/18    | Израильская Премьер-лига | 33    | 8    | 1     | 0     | 3          | 0          | 4         | 1         | 1      | 0      | 42    | 9    |
| Бней Иегуда                  | 2018/19    | Израильская Премьер-лига | 30    | 11   | 4     | 0     | 4          | 1          | —         | —         | 0      | 0      | 38    | 12   |
| Лудогорец                    | 2019/20    | Первая лига Болгарии     | 25    | 7    | 3     | 4     | —          | —          | 12        | 1         | 1      | 1      | 41    | 13   |
| Лудогорец                    | 2020/21    | Первая лига Болгарии     | 17    | 3    | 3     | 2     | —          | —          | 7         | 1         | 1      | 0      | 28    | 6    |
| Лудогорец                    | 2021/22    | Первая лига Болгарии     | 16    | 3    | 2     | 0     | —          | —          | 11        | 0         | 1      | 1      | 30    | 4    |
| Лудогорец                    | Итог       | Итог                     | 58    | 13   | 8     | 6     | —          | —          | 30        | 2         | 3      | 2      | 99    | 23   |
| Маккаби (Хайфа)              | 2021/22    | Израильская Премьер-лига | 13    | 2    | 3     | 0     | 0          | 0          | 0         | 0         | 0      | 0      | 16    | 2    |
| Маккаби (Хайфа)              | 2022/23    | Израильская Премьер-лига | 25    | 0    | 3     | 1     | 1          | 0          | 5         | 0         | 0      | 0      | 34    | 1    |
| Маккаби (Хайфа)              | Итог       | Итог                     | 38    | 2    | 6     | 1     | 1          | 0          | 5         | 0         | 0      | 0      | 50    | 3    |
| Хапоэль (Тель-Авив)          | 2023/24    | Израильская Премьер-лига | 29    | 5    | 1     | 0     | 4          | 1          | 0         | 0         | 0      | 0      | 34    | 6    |
| Акрон                        | 2024/25    | Российская Премьер-лига  | 2     | 0    | 3     | 0     | 0          | 0          | 0         | 0         | 0      | 0      | 5     | 0    |
| Общий итог                   | Общий итог | Общий итог               | 248   | 47   | 28    | 8     | 18         | 3          | 39        | 3         | 4      | 2      | 337   | 63   |

1. ↑  Матчи в Лиге Европы
2. ↑  Матч в Суперкубке Израиля
3. ↑  2 матча в Лиге чемпионов, 10 матчей и 1 гол в Лиге Европы
4. 1 2 3  Матч в Суперкубке Болгарии
5. ↑  5 матчей в Лиге чемпионов, 2 матча и 1 гол в Лиге Европы
6. ↑  Матчи в Лиге чемпионов и матчи в Лиге Европы

## Достижения

### «Бней Иегуда»
- Обладатель Кубка Израиля: 2018/19

### «Лудогорец»
- Чемпион Болгарии: 2019/20, 2020/21
- Обладатель Суперкубка Болгарии: 2019, 2021

### «Маккаби» (Хайфа)
- Чемпион Израиля: 2021/22, 2022/23
- Обладатель Суперкубка Израиля: 2023